# Saint-Victor (Allier)
Saint-Victor település Franciaországban, Allier megyében. Lakosainak száma 2078 fő (2022. január 1.). Saint-Victor Désertines, Domérat, Estivareilles, Montluçon, Saint-Angel, Vaux és Verneix községekkel határos.

## Népesség
A település népessége az elmúlt években az alábbi módon változott:
| Lakosok száma | 1071 | 1332 | 1752 | 2010 | 2097 | 2118 | 2098 | 2092 | 2097 | 2078 |
|               | 1968 | 1982 | 1990 | 2006 | 2013 | 2015 | 2017 | 2019 | 2020 | 2022 |